# Joséphine s'arrondit
Série
Joséphine
(2013)
Pour plus de détails, voir Fiche technique et Distribution.
Joséphine s'arrondit est un film français réalisé par Marilou Berry, sorti en 2016. C'est la suite de Joséphine sorti en 2013, une adaptation de la série de bandes dessinées du même nom de Pénélope Bagieu.

## Synopsis
Alors que Joséphine a trouvé son « homme-parfait-non-fumeur-bon-cuisinier-qui-aime-les-chats », son existence parfaite est bouleversée lorsqu'elle découvre qu’elle est enceinte. Tout un tas d’épreuves se dressent devant elle : de nouvelles responsabilités, sa sœur « dépressive-qui-habite-chez-elle-depuis-deux-ans », trouver un travail, garder son mec, ne pas se fâcher avec ses amis.

## Fiche technique
Sauf indication contraire, les informations mentionnées dans cette section peuvent être confirmées par les bases de données cinématographiques IMDb et Allociné,  présentes dans la section « Liens externes ».
- Titre original : Joséphine s'arrondit[1]
- Titre de travail : Joséphine est enceinte
- Réalisation : Marilou Berry
- Scénario : Samantha Mazeras avec la participation de Marilou Berry pour les dialogues, d'après Joséphine de Pénélope Bagieu
- Photographie : Pierric Gantelmi d'Ille
- Montage : Thibaut Damade
- Musique : Matthieu Gonet
- Production : Romain Rojtman
- Société de production : Les Films du 24, Cinémage 10
- Société de distribution : UGC Distribution (France)
- Pays d'origine :  France
- Langue originale : français
- Format : couleur
- Genre : comédie
- Durée : 90 minutes
- Dates de sortie : 
  - France : 15 janvier 2016 (Festival international du film de comédie de l'Alpe d'Huez) ; 10 février 2016 (sortie nationale)

## Distribution
- Marilou Berry : Joséphine Lapierre
- Mehdi Nebbou : Gilles
- Medi Sadoun : Marc
- Sarah Suco : Sophie
- Vanessa Guide : Diane
- Cyril Gueï : Cyril
- Josiane Balasko : La mère de Joséphine / Joséphine plus âgée dans son cauchemar
- Catherine Jacob : Anne de Bauvallet, la Femme du château
- Patrick Braoudé : Le père de Joséphine
- Victoria Abril : La mère de Gilles
- Bérengère Krief : Chloé
- Caroline Anglade : Alexandra
- Enzo Nyezi-Bapoma : Bakary
- Marjorie Le Noan : L’infirmère
- Nicolas Chupin : Le sage-femme
- Juliette Poissonnier : La sage-femme
- Anna Fournier : Journaliste JRI
- Philippe Rigot : Le serveur
- Vincent Furic : Gendarme
- Lise Lamétrie : La responsable de la crèche
- Jacques Le Carpentier : Le type de la montgolfière
- Marius Colucci : Le pharmacien
- Véronique Barrault : La bigote
- Benoît Tachoires : L'anesthésiste
- Zahia Dehar : Dans son propre rôle
- Jean-Pierre Pernaut : Dans son propre rôle

## Production

### Choix des interprètes
Vanessa Guide remplace Alice Pol dans le rôle de Diane, sœur de Joséphine.
Pour les rôles des parents de Joséphine, Olivier Cruveiller et Françoise Miquelis sont remplacés par Patrick Braoudé et Josiane Balasko.
Bérengère Krief est beaucoup moins présente en raison du fait que, parallèlement, elle tournait Adopte un veuf aux côtés d'André Dussollier.

## Musique
- On entend l'air du cantique Les Anges dans nos campagnes pendant la scène de la Crèche de Noël (source : générique).
- Quand Cyril se réveille nu après avoir dormi à côté de Sophie on entend la 99 Luftballons de Nena.
- Au milieu du film, on entend la chanson Baby love interprétée par Diana Ross des The Supremes.
- Au début et la fin du film on entend Raindrops Keep Fallin' on My Head sortie en 1969 et interprété par B. J. Thomas.

## Analyse